# A-Train III
Pour les articles homonymes, voir A-Train.
A-Train III, connu au Japon sous le nom A Ressha de Ikō III (A列車で行こう3), Take the A-Train III  ou encore A.III., est un jeu vidéo de gestion et de simulation d'entreprise ferroviaire, développé par le studio japonais Ardink en 1990.
C'est le troisième épisode de la série A-Train et le premier à avoir été adapté en occident.

## Système de jeu
Cet épisode implémente une forte connotation boursière. Initialement sorti sur PC98 et FM Towns, le jeu a été adapté en 1992 sur Amiga, DOS et Macintosh. Une version PC Engine (Super CD-ROM²) a également vu le jour en 1993.

## À noter
A-Train est aussi le titre occidental de AIV: Evolution Global, sorti en 1996 sur PlayStation et de A5, sorti en 1998 sous Windows.